# Herman Spöring

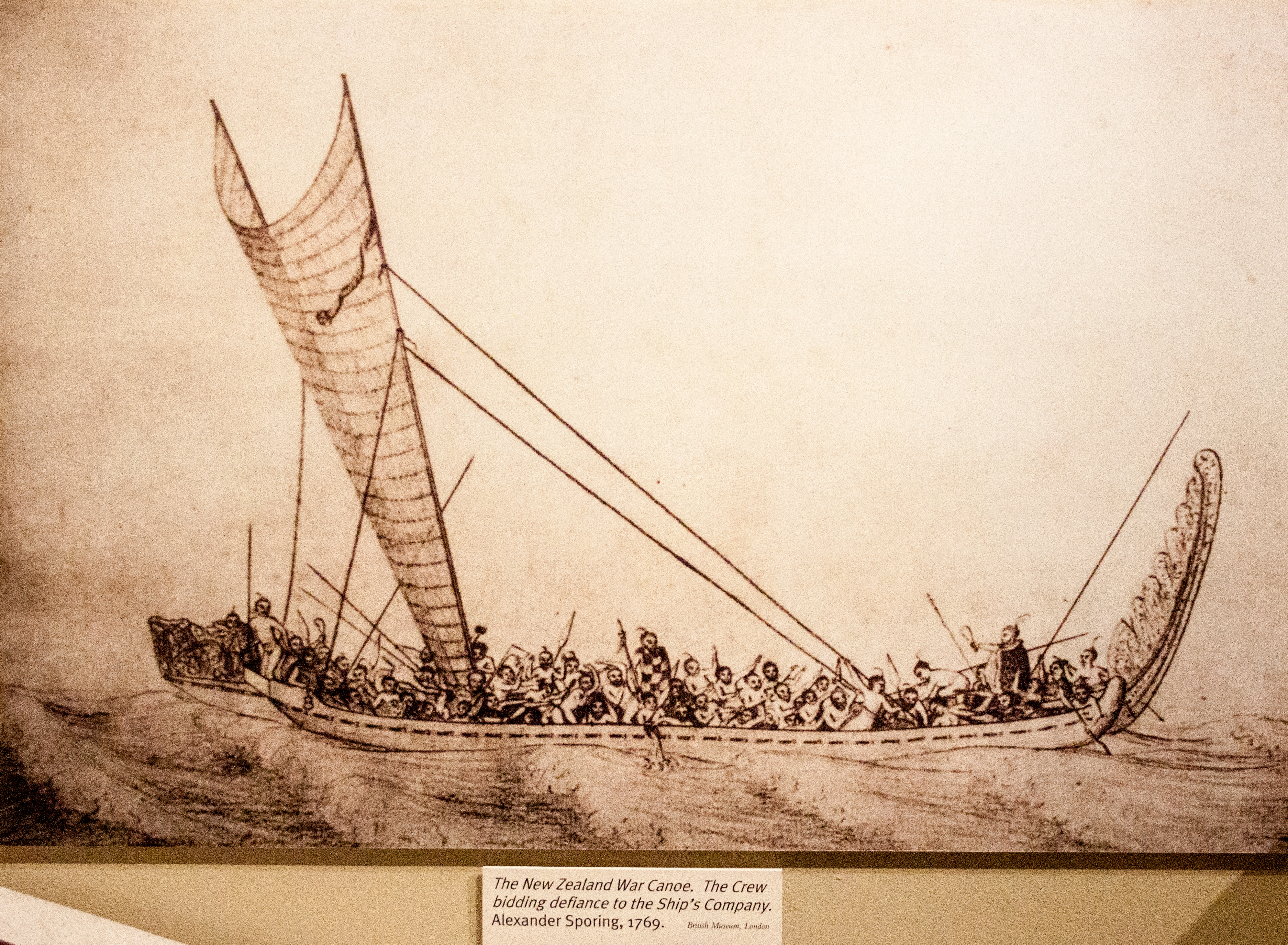
Drawing by Spöring

Herman Spöring est un naturaliste, un explorateur et un illustrateur finlandais, né en 1733 à Turku et mort en 1771.

## Jeunesse
Il est le fils d’un professeur de médecine à l’Académie de Turku, Herman Spöring, le vieux (1701-1747), également naturaliste amateur. Le jeune Herman étudie dans cette Académie où il suit les cours de médecine donné par son père.
Vers 1755, alors qu’il est âgé de 22 ans, Spöring part à Londres où il travaille comme horloger. Il se lie alors d’amitié avec le naturaliste suédois Daniel Solander (1733-1782), qui l’emploie durant un temps comme secrétaire personnel.
En 1768, Spöring devient le secrétaire et l’assistant naturaliste dans l’entourage de Sir Joseph Banks (1743-1820), un riche et jeune botaniste qui prépare une expéditions dans l’océan Pacifique avec le soutien de la Royal Society. Cette expédition a pour but principal l’observation du transit de Vénus, mais elle doit aussi permettre l’étude de la faune et de la flore des nouvelles terres rencontrées. En réalité, l’Amirauté britannique espérait que ce voyage permette de découvrir un vaste continent dans ces régions australes dont on supposait l’existence.
D. Solander participe également à ce voyage, c’est d’ailleurs grâce à sa recommandation que Spöring avait obtenu son poste. Solander est l’un des élèves de Linné.
Compte tenu de la dextérité manuelle de Spöring, ancien horloger, il reçoit la charge d’entretenir le matériel scientifique durant le voyage.

## Le voyage dans le Pacifique
L’expédition quitte l’Angleterre en 1768 pour les îles de la Société, qu’elle atteint en 1769 ; le navire HM Endeavour est commandé par le lieutenant James Cook (1728-1779). L’observation du transit de Vénus est faite le 3 juin. Spöring doit réparer le quadrant astronomique après qu’il a été abîmé par des Polynésiens qui s’en étaient emparés.
L’expédition quitte les îles de la Société et atteint la Nouvelle-Zélande que Spöring et les autres naturalistes explorent durant plusieurs mois, récoltant des spécimens naturels et réalisant de nombreuses observations. Dans la baie connue aujourd’hui sous le nom de Tolaga Bay (pas très loin de la ville actuelle de Gisborne), Cook donne le nom de Spöring à une île servant de repère, l'île Spöring. Cette île est aujourd’hui connue par son nom māori originel, Pourewa.
En Australie, il découvre et collectionne de nouveaux spécimens à Botany Bay.
Il décède de dysenterie à Batavia en 1771, lors du voyage de retour vers l'Europe.